# Ischioscia colorata
Ischioscia colorata är en kräftdjursart som beskrevs av Klaus Ulrich Leistikow 200. Ischioscia colorata ingår i släktet Ischioscia och familjen Philosciidae. Inga underarter finns listade i Catalogue of Life.